# Stenia stenioides
Stenia stenioides är en orkidéart som först beskrevs av Leslie Andrew Garay, och fick sitt nu gällande namn av Dodson och Rodrigo Escobar. Stenia stenioides ingår i släktet Stenia och familjen orkidéer. Inga underarter finns listade i Catalogue of Life.